# Warrior Dubz
«Mary Anne Hobbs… Warrior Dubz» — альбом-компиляция дабстепа, грайма, драм-н-бейса и техно, составлен известной радиоведущей Мэри Энн Хоббс для независимого лейбла Planet Mu, издан в 2006 году. 

## Об альбоме
В Mary Anne Hobbs… Warrior Dubz вошли как ранее издававшиеся треки, так и восемь эксклюзивных треков, записанных специально для данного альбома. Официальный релиз состоялся 30 октября 2006 года.
Название этого альбома перекликается с радиошоу «Dubstep Warz», проведённого Мэри Энн Хоббс в начале января 2006 года в рамках её еженедельного шоу The Breezeblock на британском BBC Radio 1 с участием ведущих дабстеп-музыкантов. Эта передача вызвала большой всплеск интереса к дабстепу как в самой Великобритании, так и по всему миру.

## Список композиций
1. Dead Man Walking (3:38) — Milanese vs. Virus Syndicate
2. Music Box (5:09) * — Benga
3. Black (6:46) * — Andy Stott
4. Too Many Freedoms (5:19) — Amit
5. Anti-War Dub (6:23) — Digital Mystikz feat. Spen G
6. Pence (2:54) — JME (Wiley beat)
7. Versus (6:13) * — Burial
8. Cha Vocal (3:26) — Plastician feat. Shizzle, Fresh & Napper
9. Jah War (3:02) * — The Bug feat. Flowdan
10. Give It to Em (3:04) * — Terror Danjah feat. Mz Bratt & Bruza
11. In This (2:16) — Various Production feat. MC Vex
12. Hydra (6:44) * — Spor
13. Mud VIP (5:38) * — Loefah feat. Sgt. Pokes
14. Worries Again (3:52) * — Distance & Crazy D
15. Kingstown (Vocal) (4:42) — Kode9 & the Spaceape

* — треки записаны специально для данного альбома.